# رامزي بولتون
رمزي بولتون أو رمزي سنو، هو شخصية خيالية من سلسلة الروايات الخيالية «أغنية الجليد والنار» للكاتب الأمريكي جورج ر. ر. مارتن، وبطل رئيسي في المواسم من 3 إلى 6 من نسختها التليفزيونية «صراع العروش».
تم تقديمه في الرواية الثانية صدام الملوك التي صدرت عام 1998، وهو رمزي الابن الأكبر لروز بولتون حاكم دريدفوت، قلعة قديمة في شمال المملكة الخيالية ويستروس. ذكر بعد ذلك في روايتي عاصفة السيوف (2000) ووليمة للغربان (2005). كما ظهر لاحقًا في رواية رقصة مع التنانين (2011).
يقوم بدوره إيوان ريون في نسخة HBO اللتليفزيونية.

## وصف الشخصية
رمزي سنو هو الابن غير الشرعي للورد روز بولتون، ويعرف باسم نغل بولتون أو نغل دريدفورت. هو سادي، وغير متوقع، ولا يعرف الخوف. يستمتع بشدة بتعذيب الآخرين ويتلهف لتطبيق تقاليد آل بولتون في سلخ أعدائهم. ويشك والده روز في أن رمزي قتل وريثه الشرعي وأنه سيقتل كل أبناء روز في المستقبل. يوصف بأنه قبيح وبجلد مبقع وشعر داكن جاف.
رمزي بولتون ليس راويًا في الروايات، ولذلك فتصرفاته تعرف عن طريق الآخرين كثيون جريجوي/ ريك. رامزي غالبًا ما كان شخصية هامشية في الروايات.

## تقديم الشخصية تليفزيونيًا
قام الممثل الويلزي إيوان ريون بأداء دور رمزي في حلقات مسلسل صراع العروش الذي تنتجه HBO. وحاز على كثير من التقييمات الإيجابية على أدائه. ريون كان قد قام بتجربة أداء لدور جون سنو، وخسرها لصالح كيت هارينجتون.